# Alex Agnew
Alexander John Anthony (Alex) Agnew (Antwerpen, 22 december 1972) is een Belgisch cabaretier, stand-upcomedian, zanger, podcast-host en occasioneel radiopresentator.

## Biografie

### Carrière
Alex Agnew stond twee jaar op de planken toen hij in februari 2003 bij het grote publiek bekend werd door als eerste Belg in de geschiedenis zowel de jury- als publieksprijs van het Leids Cabaret Festival te winnen. Nadat Agnew in een comedycollectief had getoerd, ging in 2006 zijn eerste avondvullende soloshow in première, getiteld KA-BOOM!. Deze show liep het hele seizoen 2005-2006 en in 2007 en werd uitgezonden door de Belgische televisiezender Canvas. Bij PIAS verscheen een dvd van KA-BOOM! Verder was Agnew te zien in de televisieprogramma's De Bovenste Plank (Eén) en Comedy Casino (Canvas).
In 2007 startte hij zijn nieuwe theatershow Morimos Solamente. In datzelfde jaar coachte hij ook Xander De Rycke voor het programma Comedy Casino Cup van Canvas. De Rycke won uiteindelijk de finale. Van januari 2009 tot 2010 ging Agnew met zijn show More Human Than Human de Vlaamse zalen rond, die op dvd werd uitgebracht door PIAS. In 2012 trad hij in de Vlaamse zalen op met de show Larger Than Life, waarin Agnew de beste grappen van zijn voorgaande shows opnieuw bracht. Met deze show trad hij vijfmaal op in het Antwerpse Sportpaleis. Een jaar later ging hij op tour met de nieuwe show Interesting Times.
Om zich meer te kunnen focussen op zijn band Diablo Blvd besloot Agnew in 2013 voor onbepaalde tijd te stoppen met comedy. Zijn tijdelijke afscheid vierde hij door met Interesting Times nog eens viermaal in het Sportpaleis op te treden onder de aangepaste titel The Legend Ends. In 2016 keerde Agnew weer terug als comedian en ging hij op tournee met de nieuwe show Unfinished Business. In 2019 ging Agnew in première met de show Be Careful What You Wish For, waarvan in het najaar van 2019 een theatertour volgde. Deze ging door tot de uitbraak van de coronapandemie in maart 2020. In 2021 ging Agnew weer verder met Be Careful What You Wish For onder de naam An Evening With Alex Agnew, waaraan tevens grappen over de pandemie en andere actuele gebeurtenissen waren toegevoegd.
Agnew kondigde in 2022 aan met zijn nieuwe show Wake Me Up When It's Over in première te willen gaan op de festivalweide van Rock Werchter. Wegens tegenvallende ticketverkoop werd dit optreden echter voortijdig afgelast en ging de show pas in het najaar tijdens de geplande theatertournee in première. In hetzelfde jaar maakte Agnew zijn debuut als televisiepresentator als host van het programma Fear Factor op Play4.

### Persoonlijk
Agnew heeft een Engelse vader en een Belgische moeder. Hij werd in augustus 2008 vader van een dochter.

## Muziek
Naast stand-upcomedian is Agnew ook zanger. Hij was de frontman van de metal/hardrockband Diablo Blvd. Deze bestond van 2005 tot en met december 2018. Met deze band speelde hij concerten in binnen- en buitenland. Zo traden ze op tijdens Graspop Metal Meeting, Pukkelpop, Wacken Open Air, Alcatraz Metal Festival en Summer Breeze. Ook organiseerden ze in 2014 en 2015 hun eigen indoor festival: Diablo Fest.
Met Alex Agnew & The Moonlovers treedt hij in 2023 op met muziek van The Doors.

## Radiopresentator
Agnew is sinds 2009 occasioneel ook te horen op Studio Brussel, met name als presentator van De Zwaarste Lijst, een muzieklijst met de 66 beste metalnummers samengesteld door de luisteraars. Elk jaar is die lijst te horen op paasmaandag, uitgezonderd in 2011 en 2013. In 2018 was De Zwaarste Lijst te horen op de Dag van de Arbeid op 1 mei. Na deze laatste uitzending kondigde Agnew zijn afscheid aan als presentator.

## Podcast
Sinds april 2018 brengt Agnew, samen met Diablo Blvd-gitarist Andries Beckers, wekelijks een podcast uit, getiteld Welcome to the AA. Doorgaans wordt de podcast elke maandag gepubliceerd op YouTube. De allereerste gast was Marcel Vanthilt. Sindsdien passeerden al verschillende gasten de revue, onder wie Xander De Rycke, Tom Waes, Arie Koomen, Pepijn Lanen, Gert Verhulst, Urbanus, Lieven Scheire, Maarten Boudry, Jan Jaap van der Wal, Philippe Geubels, Lukas Lelie, Amelie Albrecht en Erik Van Looy.

## Comedyprogramma's
- KA-BOOM! (2005-2006)
- Morimos Solamente (2007-2008)
- More Human Than Human (2009-2010)
- Larger Than Life (2011) (Best Of)
- Interesting Times (2011-2013) (als The Legend Ends[5] op 25 en 26 oktober 2013)
- Unfinished Business (2016-2017)
- Be Careful What You Wish For (2019-2020)
- An Evening With Alex Agnew (2021)
- Wake Me Up When It's Over (2022)

## Varia
- Agnew nam deel aan enkele afleveringen van Scheire en de schepping op de zender VIER.
- Hij werd geparodieerd in het VTM-programma Tegen de Sterren op door Guga Baúl.
- In 2018 sprak Agnew de stem in van Double Dan voor de Disney-animatiefilm Ralph Breaks the Internet.
- Zijn debuut als tv-presentator maakte hij in 2022 als host van Fear Factor op Play4.
- In januari 2023 was zijn leven een inspiratiebron voor het tv-programma James de musical van James Cooke.
- In het najaar van 2023 speelde hij acht keer mee in De Slimste Mens ter Wereld en plaatste zich voor de finaleweken. In 2024 was hij te zien als jurylid.